# 錫謝爾特
錫謝爾特（英語：Sechelt）是加拿大卑詩省西南部喬治亞海峽沿岸一個區域自治體（district municipality），為陽光海岸地區行政中心所在，離溫哥華西北約50公里。據2011年加拿大人口普查所示，錫謝爾特區內人口為9291人。
錫謝爾特坐落錫謝爾特内灣和喬治亞海峽之間的地峽，其名稱在當地原住民語言中解作「兩個水域之間的土地」。歐洲裔傳教士於1860年代踏足此地，卻令天花在此地傳播，導致當地近90%原住民人口死亡。錫謝爾特郵局於1896年設立，而白人人口則從1920年代起錄得較顯著的升幅。聯盟蒸汽船公司（Union Steamship Company）從1890年代起通行至此，並於1925年購入當地一名商人所持有的一系列物業（包括酒店、商鋪、碼頭、伐木營地和鋸木廠等）。錫謝爾特於1956年首度建制為村，到1986年則更改建制為區域自治體，其管轄範圍亦擴大至包括鄰近的非建制地區。

## 外部連結
- 维基共享资源上的相關多媒體資源：錫謝爾特
- （英文）District of Sechelt （页面存档备份，存于）－錫謝爾特區政府官方網站